# Ашињо Инфериоре (Кјети)
Ашињо Инфериоре (итал. Ascigno Inferiore) је насеље у Италији у округу Кјети, региону Абруцо.
Према процени из 2011. у насељу је живело 42 становника. Насеље се налази на надморској висини од 353 м.